# Meidericher Spielverein Duisburg 2007-2008
Questa voce raccoglie le informazioni riguardanti il Meidericher Spielverein Duisburg nelle competizioni ufficiali della stagione 2007-2008.

## Stagione
Nella stagione 2007-2008 il Duisburg, allenato da Rudolf Bommer, concluse il campionato di Bundesliga al 18º posto e retrocesse in 2. Bundesliga. In Coppa di Germania il Duisburg fu eliminato al secondo turno dal Werder Brema.

## Rosa
| N. |                        | Ruolo | Calciatore       |
| -- | ---------------------- | ----- | ---------------- |
| 1  | Germania (bandiera)    | P     | Sven Beuckert    |
| 26 | Svizzera (bandiera)    | P     | Marcel Herzog    |
| 27 | Germania (bandiera)    | P     | Tom Starke       |
| 41 | Argentina (bandiera)   | D     | Fernando Ávalos  |
| 33 | Germania (bandiera)    | D     | Stefan Blank     |
| 22 | Uruguay (bandiera)     | D     | Pablo Cáceres    |
| 6  | Brasile (bandiera)     | D     | Fernando         |
| 3  | Romania (bandiera)     | D     | Iulian Filipescu |
| 24 | Germania (bandiera)    | D     | Christian Göcke  |
| 15 | Paesi Bassi (bandiera) | D     | Michael Lamey    |
| 5  | Germania (bandiera)    | D     | Alexander Meyer  |
| 32 | Camerun (bandiera)     | D     | Georges N'Doum   |
| 4  | Germania (bandiera)    | D     | Björn Schlicke   |
| 35 | Germania (bandiera)    | D     | Matthias Tietz   |
| 28 | Francia (bandiera)     | D     | Olivier Veigneau |
| 2  | Germania (bandiera)    | D     | Christian Weber  |
| 13 | Germania (bandiera)    | C     | Adam Bodzek      |
| 36 | Germania (bandiera)    | C     | Mirko Boland     |

| N. |                                 | Ruolo | Calciatore        |
| -- | ------------------------------- | ----- | ----------------- |
| 31 | Germania (bandiera)             | C     | Nils-Ole Book     |
| 7  | Bulgaria (bandiera)             | C     | Blagoj Georgiev   |
| 20 | Bosnia ed Erzegovina (bandiera) | C     | Ivica Grlić       |
| 30 | Brasile (bandiera)              | C     | Maicon Souza      |
| 21 | Germania (bandiera)             | C     | Markus Neumayr    |
| 16 | Germania (bandiera)             | C     | Silvio Schröter   |
| 8  | Romania (bandiera)              | C     | Mihai Tararache   |
| 11 | Germania (bandiera)             | C     | Christian Tiffert |
| 38 | Germania (bandiera)             | C     | Tufan Tosunoğlu   |
| 29 | Germania (bandiera)             | C     | Tobias Willi      |
| 17 | Germania (bandiera)             | A     | Markus Daun       |
| 19 | Nigeria (bandiera)              | A     | Manasseh Ishiaku  |
| 9  | Slovenia (bandiera)             | A     | Klemen Lavrič     |
| 25 | Germania (bandiera)             | A     | Sascha Mölders    |
| 10 | Romania (bandiera)              | A     | Claudiu Niculescu |
| 23 | Germania (bandiera)             | A     | Simon Terodde     |
| 40 | Croazia (bandiera)              | A     | Bojan Vručina     |

## Organigramma societario
Area tecnica
- Allenatore: Rudolf Bommer
- Allenatore in seconda: Heiko Scholz, Manfred Stefes
- Preparatore dei portieri: Manfred Gloger
- Preparatori atletici:

## Risultati

### Bundesliga

#### Girone di andata
| Arbitro: | Meyer |

|            |           |                                      |
| Kringe 86’ | Marcatori | 8’, 64’ Ishiaku 62’ (rig.) Tararache |

| Arbitro: | Perl |

|            |           |                                     |
| Lavrič 88’ | Marcatori | 41’ Marcelinho 52’ Madlung 72’ Radu |

| Arbitro: | Gräfe |

|           |           |  |
| Gómez 35’ | Marcatori |  |

| Arbitro: | Gagelmann |

|                             |           |  |
| Maicon 64’ Ishiaku 68’, 70’ | Marcatori |  |

| Arbitro: | Fleischer |

|            |           |                   |
| Lavrič 78’ | Marcatori | 61’, 70’ Pantelić |

| Arbitro: | Weiner |

|                            |           |  |
| Hähnge 34’ Kern 53’ (rig.) | Marcatori |  |

| Arbitro: | Stark |

|  |           |                         |
|  | Marcatori | 3’ Altıntop 75’ Kurányi |

| Arbitro: | Drees |

|                |           |             |
| Schulz 7’, 63’ | Marcatori | 20’ Ishiaku |

| Arbitro: | Kinhöfer |

|            |           |                                    |
| Ailton 15’ | Marcatori | 7’ Jensen 57’ Sanogo 87’ Andreasen |

| Arbitro: | Gagelmann |

|          |           |                       |
| Rost 67’ | Marcatori | 7’ Schlicke 74’ Grlić |

| Arbitro: | Kempter |

|  |           |             |
|  | Marcatori | 37’ Kompany |

| Arbitro: | Brych |

|              |           |  |
| Eggimann 29’ | Marcatori |  |

| Arbitro: | Perl |

|  |           |                        |
|  | Marcatori | 29’ Imhof 84’ Bechmann |

| Arbitro: | Drees |

|                                                      |           |              |
| Barbarez 47’ Rolfes 66’ Freier 75’ (rig.) Gkekas 81’ | Marcatori | 10’ Mokhtari |

| Arbitro: | Merk |

|           |           |  |
| Grlić 72’ | Marcatori |  |

| Monaco di Baviera 8 dicembre 2007, ore 15:30 CET 16ª giornata | Bayern Monaco | 0 – 0 referto | Duisburg | Allianz Arena (69 000 spett.)\| Arbitro: \| Rafati \| |
| Arbitro:                                                      | Rafati        |               |          |                                                       |

| Arbitro: | Stark |

|  |           |                |
|  | Marcatori | 40’ Amanatidīs |

#### Girone di ritorno
| Arbitro: | Kempter |

|                                              |           |                             |
| Filipescu 19’ Willi 31’ Tararache 58’ (rig.) | Marcatori | 51’ Kehl 68’, 90’ Klimowicz |

| Arbitro: | Wagner |

|                         |           |               |
| Schäfer 36’ Grafite 54’ | Marcatori | 26’ Niculescu |

| Arbitro: | Rafati |

|                           |           |                                 |
| Niculescu 49’ Ishiaku 57’ | Marcatori | 16’, 41’ Gómez 90’ Hitzlsperger |

| Arbitro: | Meyer |

|  |           |                         |
|  | Marcatori | 8’ Schröter 48’ Ishiaku |

| Arbitro: | Brych |

|                          |           |  |
| Raffael 34’ Pantelić 37’ | Marcatori |  |

| Arbitro: | Merk |

|          |           |           |
| Grlić 7’ | Marcatori | 20’ Agali |

| Arbitro: | Drees |

|                            |           |              |
| Kurányi 60’ Westermann 74’ | Marcatori | 21’ Georgiev |

| Arbitro: | Wagner |

|           |           |             |
| Lamey 77’ | Marcatori | 43’ Štajner |

| Arbitro: | Schmidt |

|           |           |                       |
| Diego 58’ | Marcatori | 32’ Grlić 42’ Ishiaku |

| Arbitro: | Perl |

|  |           |          |
|  | Marcatori | 4’ Skela |

| Arbitro: | Weiner |

|  |           |           |
|  | Marcatori | 54’ Grlić |

| Arbitro: | Brych |

|  |           |            |
|  | Marcatori | 81’ Hajnal |

| Arbitro: | Merk |

|            |           |               |
| Šesták 84’ | Marcatori | 25’ Niculescu |

| Arbitro: | Meyer |

|                               |           |                             |
| Ishiaku 14’, 35’ Georgiev 90’ | Marcatori | 17’ Sinkiewicz 74’ Barnetta |

| Arbitro: | Gagelmann |

|                          |           |  |
| Charisteas 9’ Pinola 32’ | Marcatori |  |

| Arbitro: | Weiner |

|                        |           |                           |
| Tararache 49’ Daun 54’ | Marcatori | 3’ Ottl 18’, 20’ Podolski |

| Arbitro: | Schmidt |

|                                          |           |                        |
| Amanatidīs 13’ Fenin 15’, 37’ Heller 78’ | Marcatori | 59’ Niculescu 86’ Daun |

### Coppa di Germania
| Arbitro: | Schriever |

|  |           |                                         |
|  | Marcatori | 68’, 88’ Ishiaku 72’ Georgiev 81’ Lamey |

| Arbitro: | Rafati |

|                                                     |           |  |
| Borowski 59’ Almeida 68’ Rosenberg 79’ Mosquera 87’ | Marcatori |  |

## Statistiche

### Statistiche di squadra
| Competizione      | Punti | In casa | In casa | In casa | In casa | In casa | In casa | In trasferta | In trasferta | In trasferta | In trasferta | In trasferta | In trasferta | Totale | Totale | Totale | Totale | Totale | Totale | DR  |
| Competizione      | Punti | G       | V       | N       | P       | Gf      | Gs      | G            | V            | N            | P            | Gf           | Gs           | G      | V      | N      | P      | Gf     | Gs     | DR  |
| ----------------- | ----- | ------- | ------- | ------- | ------- | ------- | ------- | ------------ | ------------ | ------------ | ------------ | ------------ | ------------ | ------ | ------ | ------ | ------ | ------ | ------ | --- |
| Bundesliga        | 29    | 17      | 3       | 3       | 11      | 19      | 29      | 17           | 5            | 2            | 10           | 17           | 26           | 34     | 8      | 5      | 21     | 36     | 55     | -19 |
| Coppa di Germania | -     | 0       | 0       | 0       | 0       | 0       | 0       | 2            | 1            | 0            | 1            | 4            | 4            | 2      | 1      | 0      | 1      | 4      | 4      | 0   |
| Totale            | -     | 17      | 3       | 3       | 11      | 19      | 29      | 19           | 6            | 2            | 11           | 21           | 30           | 36     | 9      | 5      | 22     | 40     | 59     | -19 |

### Andamento in campionato
| Giornata  | 1 | 2 | 3  | 4 | 5  | 6  | 7  | 8  | 9  | 10 | 11 | 12 | 13 | 14 | 15 | 16 | 17 | 18 | 19 | 20 | 21 | 22 | 23 | 24 | 25 | 26 | 27 | 28 | 29 | 30 | 31 | 32 | 33 | 34 |
| --------- | - | - | -- | - | -- | -- | -- | -- | -- | -- | -- | -- | -- | -- | -- | -- | -- | -- | -- | -- | -- | -- | -- | -- | -- | -- | -- | -- | -- | -- | -- | -- | -- | -- |
| Luogo     | T | C | T  | C | C  | T  | C  | T  | C  | T  | C  | T  | C  | T  | C  | T  | C  | C  | T  | C  | T  | T  | C  | T  | C  | T  | C  | T  | C  | T  | C  | T  | C  | T  |
| Risultato | V | P | P  | V | P  | P  | P  | P  | P  | V  | P  | P  | P  | P  | V  | N  | P  | N  | P  | P  | V  | P  | N  | P  | N  | V  | P  | V  | P  | N  | V  | P  | P  | P  |
| Posizione | 2 | 9 | 11 | 8 | 14 | 15 | 15 | 16 | 16 | 17 | 17 | 17 | 17 | 17 | 17 | 17 | 18 | 18 | 18 | 18 | 17 | 18 | 17 | 18 | 18 | 16 | 18 | 17 | 18 | 18 | 16 | 17 | 17 | 18 |

Legenda:

Luogo: C = Casa; T = Trasferta. Risultato: V = Vittoria; N = Pareggio; P = Sconfitta.

### Statistiche dei giocatori
| Giocatore    | Bundesliga | Bundesliga | Bundesliga  | Bundesliga | Coppa di Germania | Coppa di Germania | Coppa di Germania | Coppa di Germania | Totale   | Totale | Totale      | Totale     |
| Giocatore    | Presenze   | Reti       | Ammonizioni | Espulsioni | Presenze          | Reti              | Ammonizioni       | Espulsioni        | Presenze | Reti   | Ammonizioni | Espulsioni |
| ------------ | ---------- | ---------- | ----------- | ---------- | ----------------- | ----------------- | ----------------- | ----------------- | -------- | ------ | ----------- | ---------- |
| S. Beuckert  | 3          | 0          | 0           | 0          | -                 | -                 | -                 | -                 | 3        | 0      | 0           | 0          |
| M. Herzog    | -          | -          | -           | -          | -                 | -                 | -                 | -                 | -        | -      | -           | -          |
| T. Starke    | 31         | 0          | 2           | 0          | 2                 | 0                 | 0                 | 0                 | 33       | 0      | 2           | 0          |
| F. Ávalos    | 10         | 0          | 2           | 0          | -                 | -                 | -                 | -                 | 10       | 0      | 2           | 0          |
| S. Blank     | -          | -          | -           | -          | -                 | -                 | -                 | -                 | -        | -      | -           | -          |
| P. Cáceres   | 18         | 0          | 2           | 1          | 1                 | 0                 | 0                 | 1                 | 19       | 0      | 2           | 2          |
| Fernando     | 14         | 0          | 5           | 0          | 1                 | 0                 | 0                 | 0                 | 15       | 0      | 5           | 0          |
| I. Filipescu | 20         | 1          | 7           | 0          | 1                 | 0                 | 0                 | 0                 | 21       | 1      | 7           | 0          |
| C. Göcke     | -          | -          | -           | -          | -                 | -                 | -                 | -                 | -        | -      | -           | -          |
| M. Lamey     | 25         | 1          | 4           | 0          | 1                 | 1                 | 0                 | 0                 | 26       | 2      | 4           | 0          |
| A. Meyer     | -          | -          | -           | -          | -                 | -                 | -                 | -                 | -        | -      | -           | -          |
| G. N'Doum    | 2          | 0          | 0           | 0          | -                 | -                 | -                 | -                 | 2        | 0      | 0           | 0          |
| B. Schlicke  | 27         | 1          | 5           | 1          | 2                 | 0                 | 0                 | 0                 | 29       | 1      | 5           | 1          |
| M. Tietz     | -          | -          | -           | -          | -                 | -                 | -                 | -                 | -        | -      | -           | -          |
| O. Veigneau  | 7          | 0          | 1           | 0          | -                 | -                 | -                 | -                 | 7        | 0      | 1           | 0          |
| C. Weber     | 11         | 0          | 1           | 0          | 1                 | 0                 | 1                 | 0                 | 12       | 0      | 2           | 0          |
| A. Bodzek    | 7          | 0          | 1           | 0          | -                 | -                 | -                 | -                 | 7        | 0      | 1           | 0          |
| M. Boland    | -          | -          | -           | -          | -                 | -                 | -                 | -                 | -        | -      | -           | -          |
| N. Book      | -          | -          | -           | -          | -                 | -                 | -                 | -                 | -        | -      | -           | -          |
| B. Georgiev  | 31         | 2          | 5           | 1          | 2                 | 1                 | 0                 | 0                 | 33       | 3      | 5           | 1          |
| I. Grlić     | 28         | 5          | 9           | 0          | 2                 | 0                 | 0                 | 0                 | 30       | 5      | 9           | 0          |
| Maicon       | 20         | 1          | 1           | 0          | 1                 | 0                 | 0                 | 0                 | 21       | 1      | 1           | 0          |
| M. Neumayr   | 3          | 0          | 0           | 0          | -                 | -                 | -                 | -                 | 3        | 0      | 0           | 0          |
| S. Schröter  | 3          | 1          | 1           | 0          | -                 | -                 | -                 | -                 | 3        | 1      | 1           | 0          |
| M. Tararache | 31         | 3          | 13          | 1          | 2                 | 0                 | 0                 | 0                 | 33       | 3      | 13          | 1          |
| C. Tiffert   | 25         | 0          | 6           | 0          | 2                 | 0                 | 0                 | 0                 | 27       | 0      | 6           | 0          |
| T. Tosunoğlu | -          | -          | -           | -          | -                 | -                 | -                 | -                 | -        | -      | -           | -          |
| T. Willi     | 25         | 1          | 5           | 0          | 1                 | 0                 | 1                 | 0                 | 26       | 1      | 6           | 0          |
| M. Daun      | 19         | 2          | 2           | 0          | 2                 | 0                 | 1                 | 0                 | 21       | 2      | 3           | 0          |
| M. Ishiaku   | 25         | 10         | 3           | 0          | 1                 | 2                 | 0                 | 0                 | 26       | 12     | 3           | 0          |
| K. Lavrič    | 18         | 2          | 1           | 0          | 2                 | 0                 | 0                 | 0                 | 20       | 2      | 1           | 0          |
| S. Mölders   | 11         | 0          | 1           | 0          | 1                 | 0                 | 0                 | 0                 | 12       | 0      | 1           | 0          |
| C. Niculescu | 17         | 4          | 4           | 0          | -                 | -                 | -                 | -                 | 17       | 4      | 4           | 0          |
| S. Terodde   | -          | -          | -           | -          | -                 | -                 | -                 | -                 | -        | -      | -           | -          |
| B. Vručina   | 8          | 0          | 2           | 0          | -                 | -                 | -                 | -                 | 8        | 0      | 2           | 0          |
| Ailton       | 8          | 1          | 0           | 0          | -                 | -                 | -                 | -                 | 8        | 1      | 0           | 0          |
| M. Idrissou  | 12         | 0          | 3           | 1          | 2                 | 0                 | 0                 | 0                 | 14       | 0      | 3           | 1          |
| Y. Mokhtari  | 7          | 1          | 0           | 0          | -                 | -                 | -                 | -                 | 7        | 1      | 0           | 0          |
| R. Junior    | 4          | 0          | 0           | 0          | -                 | -                 | -                 | -                 | 4        | 0      | 0           | 0          |